# Convergència (meteorologia)
|  | Si cerqueu altres usos, vegeu Convergència. |

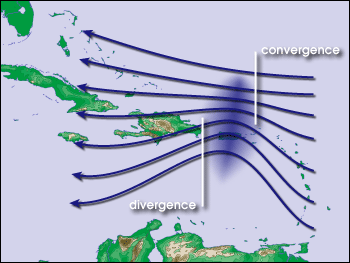
Zones de convergència i divergència en la formació del que s'anomena en Meteorologia, un Tàlveg.

En meteorologia, la convergència és l'encontre de dos fluxos d'aire horitzontals. La convergència de dos corrents d'aire limita el seu moviment i dona lloc a una ascendència dinàmica. Si les dues masses d'aire tenen igual temperatura, la discontinuïtat es diu línia de convergència, el que passa amb l'encontre dels vents alisis austral i boreal (zona de convergència intertropical). A una convergència inferior li correspon una divergència superior.